# Michel Salesse
Michel Salesse, född den 3 januari 1955 i Alger, Algeriet, är en fransk fäktare som tog OS-silver i herrarnas lagtävling i värja i samband med de olympiska fäktningstävlingarna 1984 i Los Angeles.